# Moita dos Ferreiros
Moita dos Ferreiros es una freguesia portuguesa del concelho de Lourinhã, con 24,75 km² de superficie y 1.740 habitantes (2001). Su densidad de población es de 70,3 hab/km².